# ضربة قاضية

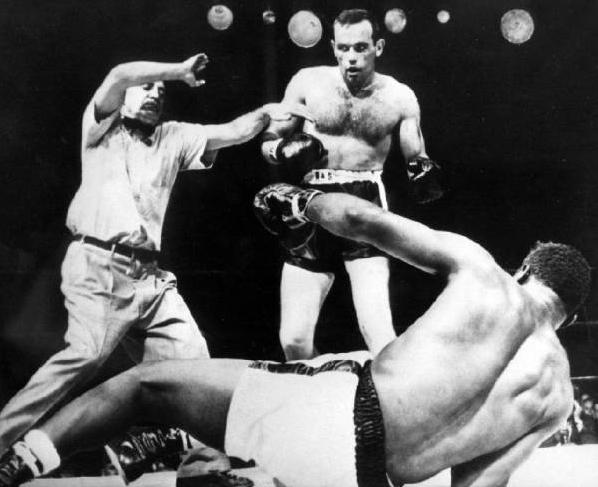
مثال للضربة القاضية في مباراة للملاكمة في عام 1959.

الضربة القاضية (بالإنجليزية:Knockout أو اختصارا K.O أو KO) يقصد بهذا المصطلح هي الضربة النهائية في القتال والتي يقوم بها الخصم الأول للخصم الثاني بحيث أن الخصم الثاني يكون غير قادر على مواصلة النزال والمصطلح منتشر في العديد من الرياضات القتالية مثل الملاكمة وكيك بوكسينغ وموياي تاي وفنون القتال المختلطة والكارتيه والتايكوندو وغيرها.